# Нчеу (округ)
Нчеу (англ. Ntcheu) — округ в Центральном регионе Малави. В округе проживает 471 589 человек. Площадь территории составляет 3424 км². Административный центр — город Нчеу.

## География
На западе граничит с Мозамбиком, на юге с округом Мванза, на севере с округом Дедза, а на востоке с округами Мангочи и Балака. Средняя ежегодная температура составляет 22 °C. Среднее количество осадков — 1200 миллиметров в год.

## Экономика
Основа экономики округа — выращивание капусты, помидоров и картофеля.